# Superficies solo cedit
Superficies solo cedit (latinsky, česky povrch ustupuje půdě, ve významu stavba je součástí pozemku) je právní zásada, podle které všechny věci - nejen stavby, které se nacházejí na pozemku a jsou pevně spojené se zemí, patří neoddělitelně k tomuto pozemku.
Z právního hlediska se taková věc stává součástí pozemku a přestává vést vlastní existenci, tedy již není věcí v právním slova smyslu a nemůže být ani objektem práv - vlastnická práva přecházejí na pozemek, jehož je součástí. Vlastník pozemku je tedy vždy vlastníkem všech staveb na pozemku. Zásada pochází z římského práva, kde byla zformulována právníkem Gaiem (Institutiones II 73).
Tato zásada platí téměř v celé Evropě. Je doplňována institutem práva stavby, který umožňuje stavět na pozemku i nevlastníkovi. Na českém území tato zásada platila do roku 1950, kdy byla zrušena středním občanským zákoníkem. Od té doby v českém právu platí, že vlastník stavby může být odlišný od vlastníka pozemku, který pod ní leží. Zásadu od roku 2014 pro nově vzniklé právní vztahy obnovil v § 506 nový občanský zákoník.